# رافائل آلمیدا
رافائل آلمیدا (انگلیسی: Rafael Almeida؛ ۳۰ ژوئیهٔ ۱۸۸۷ – ۱۹ مارس ۱۹۶۸) یک بازیکن بیس‌بال اهل کوبا بود.